# Rolling Sky
Rolling Sky — компьютерная игра в жанре платформер, разработанная TurboChilli Publishings и выпущенная в 2016 году. Игра разрабатывалась компаниями TurboChilli (2016), Cheetah Mobile (с 2016 по 2022 год) и Minimax (с 2022 года).

## История
Разработка игры Rolling Sky началась 25 сентября 2015 года и ее глобальный релиз состоялся 20 января 2016 года. С версии 1.2.3 разработкой игры стала заниматься китайская компания Cheetah Mobile. Rolling Sky вошла в десятку лучших в отчете Global Mobile Game Index за август 2016 года, опубликованном известным аналитиком приложений App Annie, и в том же месяце вошла в десятку лучших по загрузке игр в Google Play и App Store в США. Rolling Sky была признана одной из лучших бесплатных игр 2017 года в App Store и лучшей игрой 2016 года в Google Play.
12 апреля 2019 года Rolling Sky был портирован на Nintendo Switch компаниями Rising Win Tech и Cheetah Mobile. Также, неофициально была выпущена ее браузерная версия, однако позже она была заменена. 20 февраля 2020 года был также выпущен Steam-порт. В тот же день, из-за мошенничества с рекламой, все игры Cheetah Mobile, в том числе и Rolling Sky, были удалены из Google Play. В 2019 году вышел сиквел игры, Rolling Sky 2. 1 июля 2020 года игра получила своё последнее обновление. 29 сентября 2020 года в Bilibili был опубликован пост на китайском языке, в котором было объявлено, что игра перестанет получать обновления.
15 декабря 2022 года игра была возобновлена. Права на игру были переданы компании Minimax.

## Рецензии
- Издание Edamame дало пять звезд из пяти за сложность, графику и цену и три звезды из пяти за вызывающее привыкание[6].
- По данным App Annie, игра вошла в десятку лучших игр для iOS в ноябре 2016 года[7].